# Innovatiocaris
Innovatiocaris е род членестоноги от разред радиодонти. Негови вкаменелости са намерени край град Чъндзян в китайската провинция Юннан и са датирани на около 518 милиона години.

## Класификация
Innovatiocaris бива класифициран от учените или като ранен представител на семейство Huriidae, или като много близък до рода, към който принадлежи аномалокарис. Видове от рода Innovatiocaris са I. maotianshanensis, Innovatiocaris? sp. и I.? multispiniformis.

## Характеристики
Главите на видовете от рода Innovatiocaris се характеризират чрез притежанието на стърчащи очи, дорзален склерит и израстъци в предната част на главата. Главите също притежават и „устен конус“, както и главите на повечето видове от разреда радиодонти. Innovatiocaris също така има шест двойки малки плавници на врата и десет двойки по-големи на размер плавници по тялото. Опашката се състои от три двойки странично ориентирани пластинки и двойка фурки (по подобие на тази при някои видове насекоми).